# Ángel Arroyo
Ángel Arroyo Lanchas (El Barraco, 2 agosto 1956) è un ex ciclista su strada spagnolo.
Professionista dal 1979 al 1989, vinse due tappe al Tour de France e altrettante alla Vuelta a España.

## Carriera
Debuttò tra i professionisti nel 1979 con il team Moliner-Vereco (con cui già aveva corso tra i dilettanti), vincendo subito la Vuelta a los Valles Mineros. L'anno successivo, in maglia Zor-Vereco, dimostrò le sue qualità di scalatore imponendosi nella Clásica a los Puertos de Guadarrama, mentre nel 1981 riuscì a far sua una tappa della Vuelta a España.
Nel 1982 passò alla Reynolds. In quell'anno si impose all'attenzione nella Vuelta a España: prese la maglia di leader della corsa in seguito alla decima tappa e, grazie al controllo esercitato dalla propria squadra ed alla vittoria nella cronometro, si aggiudicò la corsa a tappe. Tuttavia due giorni dopo la conclusione della stessa, risultò positivo ad un controllo antidoping che evidenziò l'assunzione di Metilfenidato. Nonostante le proteste e la professione d'innocenza, anche le controanalisi confermarono la positività, che portò Arroyo al declassamento in tredicesima posizione, assegnando la vittoria finale al connazionale Marino Lejarreta.
Nel 1983 vinse una tappa al Tour de France, classificandosi al secondo posto nella classifica finale della corsa francese. Anche l'anno successivo riuscì ad aggiudicarsi una tappa della Grande Boucle, giungendo sesto a Parigi.

## Palmarès
- 1979

1ª tappa Vuelta a los Valles Mineros
2ª tappa Vuelta a los Valles Mineros
Classifica generale Vuelta a los Valles Mineros
- 1980

Clásica a los Puertos de Guadarrama
2ª tappa Deutschland Tour
1ª tappa Vuelta a Castilla
Classifica generale Vuelta a Castilla
- 1981

18ª tappa Vuelta a España
4ª tappa Vuelta a Asturias
Classifica generale Vuelta a Asturias
- 1982

3ª tappa, 1ª semitappa Vuelta a los Valles Mineros
4ª tappa, 2ª semitappa Vuelta a Andalucía
15ª tappa Vuelta a España
Subida a Arrate
- 1983

15ª tappa Tour de France
- 1984

1ª tappa Vuelta a los Valles Mineros
1ª tappa Vuelta a Aragón
19ª tappa Tour de France
- 1987

3ª tappa Vuelta a Aragón

## Piazzamenti

### Grandi Giri
- Giro d'Italia

1980: 28º
1981: ritirato (9ª tappa)
1985: ritirato (17ª tappa)
- Tour de France

1983: 2º
1984: 6º
1985: ritirato (1ª tappa)
1987: ritirato (19ª tappa)
1988: ritirato (15ª tappa)
- Vuelta a España

1979: 19º
1980: 17º
1981: 6º
1982: 13º
1983: 31º
1984: 36º
1986: ritirato (17ª tappa)
1987: 11º
1988: ritirato (14ª tappa)

### Competizioni mondiali
- Campionati del mondo

Altenrhein 1983 - In linea: 24º
Barcellona 1984 - In linea: 11º